# NGC 6524
NGC 6524 је елиптична галаксија у сазвежђу Херкул која се налази на NGC листи објеката дубоког неба.
Деклинација објекта је + 45° 53' 17" а ректасцензија 17h 59m 14,8s. Привидна величина (магнитуда) објекта NGC 6524 износи 12,9 а фотографска магнитуда 13,9. NGC 6524 је још познат и под ознакама UGC 11079, MCG 8-33-5, CGCG 254-6, KARA 841, IRAS 17578+4553, PGC 61221.